# Segelfluggelände Altötting

i7
i11
i13
Das Segelfluggelände Altötting, auch als Flugplatz Osterwies bezeichnet, liegt im Gebiet der Marktgemeinde Tüßling in Oberbayern, etwa 2 km südwestlich des Zentrums von Altötting. Naturräumlich liegt das Segelfluggelände in der Talebene des Inns, der etwa 3,5 km nördlich des Segelfluggeländes in östlicher Richtung fließt.

## Flugbetrieb
Das Segelfluggelände ist mit einer 550 m langen Start- und Landebahn aus Gras ausgestattet. Es finden Flugzeugschlepp mit Segelflugzeugen sowie Flugbetrieb mit Motorseglern und Ultraleichtflugzeugen statt. Das Segelfluggelände besitzt eine Außenstartgenehmigung ausschließlich für Motorflugzeuge mit Schleppkupplung. Der Betreiber des Segelfluggeländes ist die Fluggruppe Alt-Neuötting e. V.

## Geschichte
Die Fluggruppe Alt-Neuötting e. V. wurde am 28. November 1950 gegründet. In den Anfangsjahren benutzte der Verein mehrere andere Gelände für den Segelflugbetrieb. Der Flugplatz Osterwies wurde am 18. Mai 1968 in Betrieb genommen.